# Constantino Corti

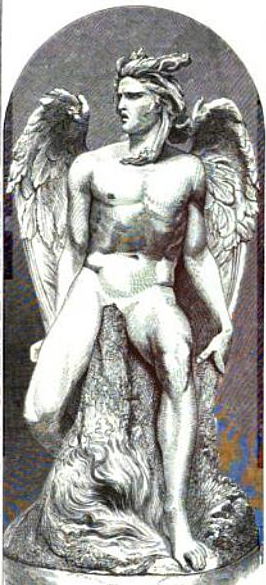
El grabado de la colosal estatua de Lucifer por Costantino Corti

Constantino Corti (Belluno 1824 - † Milán 1873), fue un escultor italiano.
Fue alumno de la Academia Brera. Su obra Lucifer fue expuesta en Milán, Florencia y París. Realizó las estatuas de San Senén de la catedral de Milán y la de Gian Galeazzo Visconti. Otras obras de Corti son los monumentos a San Carlos Borromeo de Milán y al astrónomo Piazzi en Ponte in Valtellina.